# Haroldius hwangi
Haroldius hwangi är en skalbaggsart som beskrevs av Masumoto, Lee och Teruo Ochi 2005. Haroldius hwangi ingår i släktet Haroldius och familjen bladhorningar. Inga underarter finns listade i Catalogue of Life.